# Kulturno-povijesna cjelina priobalnog pojasa gradskog predjela Bačvica
Kulturno-povijesna cjelina priobalnog pojasa gradskog predjela Bačvica u Splitu, Hrvatska, u gradskom predjelu Bačvicama, zaštićeno je kulturno dobro.

## Opis dobra
Zona obuhvaća područje uz morsku obalu; na zapadu je omeđena prugom u začelju zapadne obale Bačvica, na istoku Spinčićevom ulicom i Put Zente, na sjeveru ulicom Preradovićevo šetalište u zapadnom dijelu i ulicom Put Firula u istočnom dijelu. Od istoka prema zapadu, obuhvaća dio uvale Zenta s bazenom POŠK-a, uvalu Firule, Ovčice i uvalu Bačvice. Za razliku od sjeverne strane ulice Put Firula gdje se nalazi niz stambenih objekata, slobodnostojećih ili dvojnih, u ovoj zoni ne prevladava stambena izgradnja. Prevladavaju građevine javne namjene sa sportsko-rekreativnim (teniski tereni, bazen) te kulturnim i zabavnim sadržajima (ljetno kino Bačvice) s pratećim objektima koji nisu nametljivi u prostoru i ambijentalno su prihvatljivi.

## Zaštita
Pod oznakom Z-5707 zavedena je kao nepokretno kulturno dobro - kulturno-povijesna cjelina, pravna statusa zaštićena kulturnog dobra, klasificiranog kao urbana cjelina.